# Philo Vance Returns
Pour plus de détails, voir Fiche technique et Distribution.
Philo Vance Returns est un film américain en noir et blanc réalisé par William Beaudine, sorti en 1947.
Il s’agit du treizième des quinze films qui, de 1929 à 1947, adaptent au cinéma les romans de la série policière créée par S. S. Van Dine, avec le personnage du détective privé  Philo Vance. C'est également l'une des trois réalisations consacrées à Philo Vance produites par la Producers Releasing Corporation au cours de l'année 1947.

## Synopsis
Le détective Philo Vance (William Wright (en)) enquête sur le meurtre de Larry Blendon (Damian O'Flynn (en)), un riche et  jeune coureur de jupons...

## Fiche technique
- Titre original : Philo Vance Returns
- Réalisation : William Beaudine
- Scénario : Robert E. Kent (en) d'après le personnage du détective Philo Vance créé par S.S. Van Dine
- Photographie : Jackson Rose
- Musique : Albert Glasser
- Montage : Gene Fowler Jr.
- Décors : Armor Marlowe
- Producteur : Howard Welsch
- Société de production : Producers Releasing Corporation
- Société de distribution : Producers Releasing Corporation
- Pays d'origine : États-Unis
- Format : noir et blanc
- Genre cinématographique : Film policier, film noir
- Durée : 64 minutes
- Dates de sortie :
  - États-Unis : 14 avril 1947
  - France : 18 août 1950

## Distribution
- William Wright (en) : Philo Vance
- Vivian Austin (en) : Lorena Blendon Simms
- Leon Belasco : Alexis Karnoff
- Clara Blandick : Stella Blendon
- Ramsay Ames : Virginia Berneaux
- Damian O'Flynn (en) : Larry Blendon
- Frank Wilcox : George Hullman
- Iris Adrian : Maggie McCarthy Blendon
- Ann Staunton : Helen Varney Blendon
- Tim Murdock : un policier
- Mary Scott : Mary, la femme de ménage
- Eddie Dunn (en)

## Autour du film
En 1947, la compagnie PRC produit une série indépendante de trois films consacrés aux aventures du détective privé Philo Vance créé par le romancier américain S.S. Van Dine. Ce film est le premier de la série, le seul réalisé par William Beaudine, avec l'acteur William Wright (en) dans le rôle principal.